# Dainius Kairelis
Dainius Kairelis (nascido em 25 de setembro de 1979) é um ciclista de estrada profissional lituano que competiu no ciclismo nos Jogos Olímpicos de Verão de 2008, representando a Lituânia.